# Jacob Mampuya
Jacob Mampuya (Berlino, 4 ottobre 1994) è un cestista tedesco.